# A lítium izotópjai
A természetben előforduló lítium (Li) (standard atomtömeg: 6,941(2) u) két stabil  izotópból áll (6Li és 7Li, melyek közül az utóbbi mennyisége a nagyobb, 92,5%). Mindkét természetes izotóp egy nukleonra eső kötési energiája anomáliásan alacsony a szomszédos elemekhez (hélium és berillium) képest, ami azt jelenti, hogy a stabil könnyű magok közül egyedülálló módon a lítium energia felszabadulása közben képes hasadásra. Mindezidáig kilenc (3 és 13 közötti számú nukleont tartalmazó) radioaktív izotópot írtak le, ezek közül a legstabilabb a 8Li, 838 ms felezési idővel, a 9Li, melynek felezési ideje 178,3 ms, valamint a 11Li, 8,59 ms felezési idővel. A többi izotóp felezési ideje 10 ns-nál is rövidebb. A legrövidebb élettartamú izotóp a 4Li, mely – proton kibocsátás közben – 7,58 43·10−23 s felezési idővel bomlik.
A 7Li egyike a primordiális (elsődleges) nuklidoknak, melyek az ősrobbanáskori nukleoszintézis során keletkeztek (a 6Li kis mennyiségben a csillagokban is keletkezik). A lítium izotópok jelentős mértékben elválasztódnak sokféle természetes folyamat közben, beleértve az ásványképződést (kémiai ülepedés), anyagcserét és ioncserét. A lítiumion az oktaéderes agyagásványokban helyettesíti a magnéziumot és a vasat, de ezekben a 6Li preferált a 7Li-tel szemben, így a könnyebb izotóp feldúsul a fordított ozmózisos és kőzetátalakulási folyamatokban.

## Izotópok

### Colex elválasztás
A 6Li higanyhoz való affinitása nagyobb, mint a 7Li-é. Ha lítium-higany amalgám érintkezik lítium-hidroxid oldattal, akkor a 6Li inkább az amalgámban koncentrálódik, míg a 7Li a hidroxidban.
Ez adja a colex (column exchange, oszlopcserélő) elválasztási módszer alapját: amalgám és hidroxid áramlik egymással szemben többlépcsős kaszkádban. A 6Li frakciót inkább a higany viszi magával, míg a 7Li a hidroxiddal áramlik.
Az oszlop alján a (6Li-ban feldúsult) lítiumot elválasztják az amalgámtól, visszanyerik a higanyt és újra felhasználják a frissen betáplált nyersanyaghoz. Az oszlop tetején a lítium-hidroxid oldatot elektrolizálják, így nyerik a 7Li-ben gazdagabb frakciót. Az ezzel a módszerrel elérhető dúsítás mértéke az oszlop hosszától és az áramlási sebességtől függ.

### Vákuumdesztilláció
A lítiumot vákuumban körülbelül 550 °C hőmérsékletre hevítik. A lítiumatomok elpárolognak a folyadék felszínéről, és az afölött néhány centiméterre elhelyezett hideg felületen gyűlnek össze. A lítium-6 gyorsabban párolog, így a desztillátumban feldúsul.
Az elválasztás elméleti hatásfoka mintegy 8%. Nagyobb fokú dúsítás többlépcsős eljárással érhető el.

### Lítium-4
A lítium-4 a lítium legrövidebb élettartamú izotópja, 3 protont és egy neutront tartalmaz. Proton kibocsátás közben 3He-má bomlik, felezési ideje 9,1·10−23 s. Köztitermékként keletkezhet egyes magfúziós reakciók során.

### Lítium-6
A lítium-6 a trícium előállításának fontos forrása, valamint neutronelnyelő a magfúziós reakciókban. A természetes lítium körülbelül 7,5% 6Li-ot tartalmaz. Nagy mennyiségű 6Li izotópot választottak el nukleáris fegyverekben történő felhasználásra. Előállítását már abbahagyták, de készletek még vannak belőle. Ez az izotóp a más részecskékkel való kölcsönhatásban fermionként viselkedik, mivel benne 3 proton, 3 neutron és 3 elektron található.

### Lítium-7
A 6Li előállítása során visszamaradó anyag egy részét (mely 6Li-ban elszegényedett, és 7Li-ben dúsult) kereskedelmi forgalomba hozták, más részét kibocsátották a természetbe. A természeteshez képest 35,4%-ot is elérő 7Li dúsulást mértek talajvízből. Az elszegényített anyagban a 6Li részaránya a normális érték akár 20%-ára is lecsökkenhet, az ilyen minták atomtömege kb. a 6,94–6,99 u tartományba esik. Mindezek eredményeként a lítium atomtömege a forrástól függően nagyon eltérő lehet. Minden mintára érvényes pontos atomtömeget nem lehet megadni.
A 7Li-et a folyékony sóolvadékos tóriumreaktorokban használt lítium-fluorid oldószerben kerülhet alkalmazásra. Ugyanakkor a pontos izotópszétválasztás ez esetben nagyon fontos, mivel a 6Li abszorpciós hatáskeresztmetszete termikus neutronokra sokkal nagyobb (941 barn), mint a 7Li-é (0,045 barn).
A lítium-7-hidroxidot a nyomottvizes reaktorok hűtőközegének lúgosítására használják.
Előállítottak olyan 7Li-et is, amely – az atommagokat általában alkotó protonok és neutronok mellett – egy lambda bariont is tartalmazott.

### Lítium-11
A lítium-11 atommagjáról úgy tartják, hogy nukleonudvarral (halo) rendelkezik, a magot 3 proton és 8 neutron alkotja, mely utóbbiak közül 2 nukleonudvart alkot. Kísérletileg mért keresztmetszete kivételesen nagy: 3,16 fm, mely az 208Pb-éhoz mérhető. β−-bomlás révén gerjesztett állapotú 11Be izotóp keletkezik belőle, mely többféleképpen alakulhat tovább (lásd a lenti táblázatot).

## Táblázat
| nuklid jele | Z(p)                | N(n)                | izotóptömeg (u)     | felezési idő                | bomlási mód(ok)      | leány- izotóp(ok) | magspin | jellemző izotóp- összetétel (móltört) | természetes ingadozás (móltört) |
| nuklid jele | gerjesztési energia | gerjesztési energia | gerjesztési energia | felezési idő                | bomlási mód(ok)      | leány- izotóp(ok) | magspin | jellemző izotóp- összetétel (móltört) | természetes ingadozás (móltört) |
| ----------- | ------------------- | ------------------- | ------------------- | --------------------------- | -------------------- | ----------------- | ------- | ------------------------------------- | ------------------------------- |
| 4Li         | 3                   | 1                   | 4,02719(23)         | 91(9)·10−24 s [6,03 MeV]    | p                    | 3He               | 2−      |                                       |                                 |
| 5Li         | 3                   | 2                   | 5,01254(5)          | 370(30)·10−24 s [~1,5 MeV]  | p                    | 4He               | 3/2−    |                                       |                                 |
| 6Li         | 3                   | 3                   | 6,015122795(16)     | Stabil                      | Stabil               | Stabil            | 1+      | [0,0759(4)]                           | 0,07714–0,07225                 |
| 7Li         | 3                   | 4                   | 7,01600455(8)       | Stabil                      | Stabil               | Stabil            | 3/2−    | [0,9241(4)]                           | 0,92275–0,92786                 |
| 8Li         | 3                   | 5                   | 8,02248736(10)      | 840,3(9) ms                 | β−, hasadás          | 2 4He             | 2+      |                                       |                                 |
| 9Li         | 3                   | 6                   | 9,0267895(21)       | 178,3(4) ms                 | β−, n (50,8%)        | 8Be               | 3/2−    |                                       |                                 |
| 9Li         | 3                   | 6                   | 9,0267895(21)       | 178,3(4) ms                 | β− (49,2%)           | 9Be               | 3/2−    |                                       |                                 |
| 10Li        | 3                   | 7                   | 10,035481(16)       | 2,0(5)·10−21 s [1,2(3) MeV] | n                    | 9Li               | (1−,2−) |                                       |                                 |
| 10m1Li      | 200(40) keV         | 200(40) keV         | 200(40) keV         | 3,7(15)·10−21 s             |                      |                   | 1+      |                                       |                                 |
| 10mqLi      | 480(40) keV         | 480(40) keV         | 480(40) keV         | 1,35(24)·10−21 s            |                      |                   | 2+      |                                       |                                 |
| 11Li        | 3                   | 8                   | 11,043798(21)       | 8,75(14) ms                 | β−, n (84,9%)        | 10Be              | 3/2−    |                                       |                                 |
| 11Li        | 3                   | 8                   | 11,043798(21)       | 8,75(14) ms                 | β− (8,07%)           | 11Be              | 3/2−    |                                       |                                 |
| 11Li        | 3                   | 8                   | 11,043798(21)       | 8,75(14) ms                 | β−, 2n (4,1%)        | 9Be               | 3/2−    |                                       |                                 |
| 11Li        | 3                   | 8                   | 11,043798(21)       | 8,75(14) ms                 | β−, 3n (1,9%)        | 8Be               | 3/2−    |                                       |                                 |
| 11Li        | 3                   | 8                   | 11,043798(21)       | 8,75(14) ms                 | β−, hasadás (1,0%)   | 7He, 4He          | 3/2−    |                                       |                                 |
| 11Li        | 3                   | 8                   | 11,043798(21)       | 8,75(14) ms                 | β−, hasadás (0,014%) | 8Li, 3H           | 3/2−    |                                       |                                 |
| 11Li        | 3                   | 8                   | 11,043798(21)       | 8,75(14) ms                 | β−, hasadás (0,013%) | 9Li, 2H           | 3/2−    |                                       |                                 |
| 12Li        | 3                   | 9                   | 12,05378(107)#      | <10 ns                      | n                    | 11Li              |         |                                       |                                 |

1. ↑  A stabil izotópok félkövérrel vannak jelezve
2. ↑  Az ősrobbanáskori nukleoszintézis során keletkezett
3. ↑  Azonnal két 4He atomra bomlik az alábbi reakció szerint: 9Li → 24He + 1n + e−
4. ↑  2 halo neutronnal rendelkezik
5. ↑  Azonnal két 4He atomra bomlik az alábbi reakció szerint: 11Li → 24He + 31n + e−

## Fordítás
Ez a szócikk részben vagy egészben a Isotopes of lithium című angol Wikipédia-szócikk ezen változatának fordításán alapul.  Az eredeti cikk szerkesztőit annak laptörténete sorolja fel. Ez a jelzés csupán a megfogalmazás eredetét és a szerzői jogokat jelzi, nem szolgál a cikkben szereplő információk forrásmegjelöléseként.